# Feed the Beast
Pour la série télévisée, voir Feed the Beast.
Albums de Bonded By Blood
Extinguish the Weak EP
(2007)
Feed the Beast est le premier véritable album studio du groupe de Thrash metal américain Bonded By Blood. L'album est sorti le 12 mai 2008 sous le label Earache Records.
L'illustration de la pochette de l'album a été réalisée par Tom Martin.

## Musiciens
- Jose "Aladdin" Barrales - Chant
- Alex Lee - Guitare
- Juan Boogie - Guitare
- Ruben Dominguez - Basse
- Carlos Cervesa - Batterie

## Liste des morceaux
1. Immortal Life - 2:55
2. Feed the Beast - 4:52
3. Psychotic Pulse - 4:28
4. Necropsy - 3:18
5. Mind Pollution - 3:26
6. Another Disease - 3:23
7. The Evil Within - 4:48
8. Tormenting Voices - 2:50
9. Civil Servant - 3:48
10. Self Immolation - 3:26
11. Vengeance - 3:25
12. Teenage Mutant Ninja Turtles Theme - 1:13